# Pas transportowy

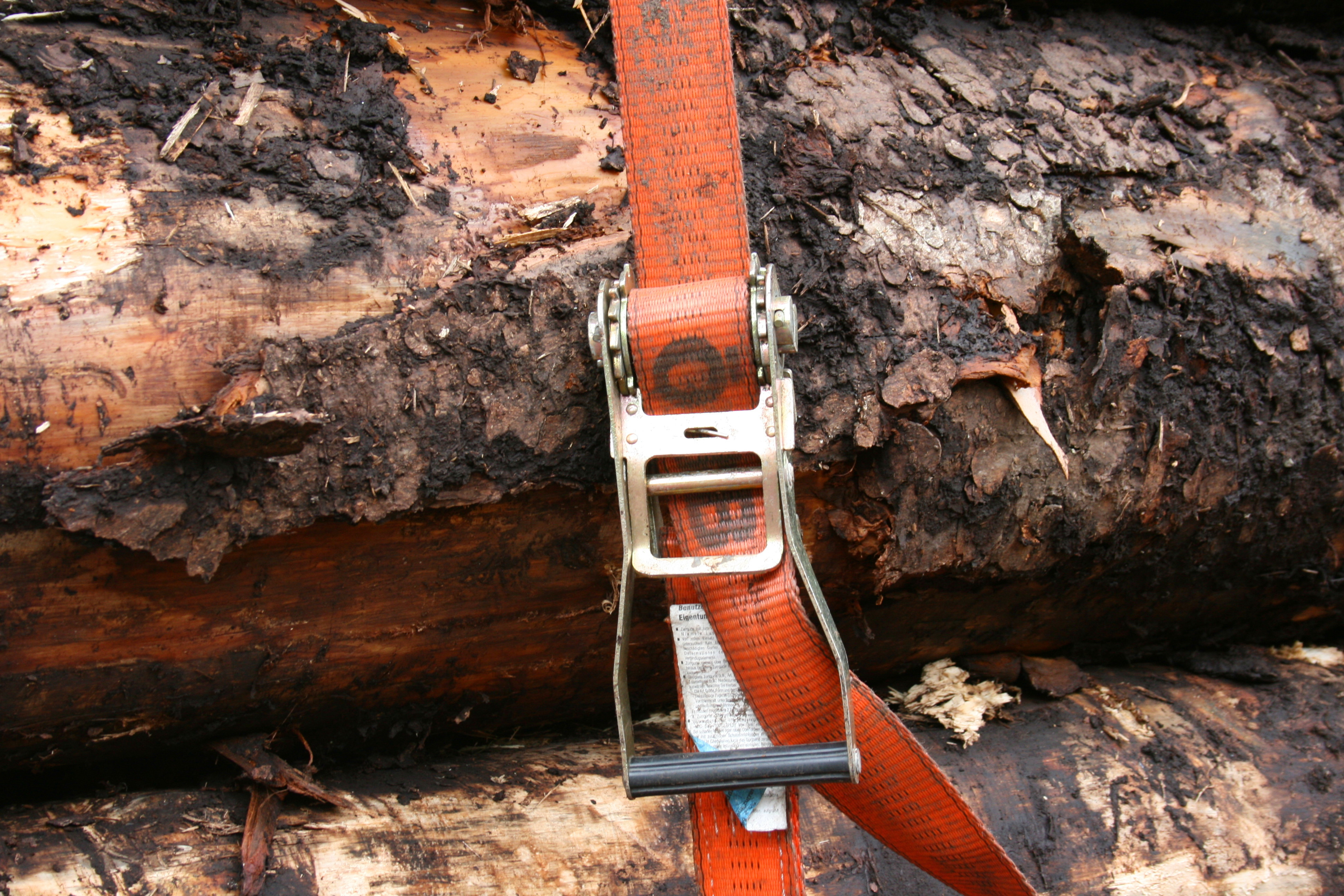
Pas zabezpieczający transport drzew pociągiem Rail Cargo Austria.

Pas transportowy (także: pas zabezpieczający, pas mocujący ładunek) – element używany do zabezpieczania ładunków podczas ich transportu. Rolą pasów transportowych jest przeciwdziałanie siłom działającym na ładunek w czasie jego przemieszczania. Wpływają one na ograniczenie strat wynikających z przemieszczania się transportowanych ładunków. Pasy powinny być używane tylko wtedy, gdy nie są uszkodzone i posiadają czytelną etykietę. Przy doborze pasów należy zwrócić uwagę na ich długość, która musi być odpowiednia, aby prawidłowo zabezpieczyć ładunek.

## Normalizacja
Wymagania stawiane pasom transportowym w Unii Europejskiej reguluje Polska Norma PN-EN 12195-2, która ustala wymogi bezpieczeństwa dla pasów produkowanych z włókien syntetycznych. W Polsce obowiązuje od 2004 roku. Norma ta omawia:
- Zasady obliczeń sił mocujących ładunek;
- Budowę i wymagania wytrzymałościowe pasów mocujących ładunki;
- Budowę i wymagania wytrzymałościowe odciągów łańcuchowych;
- Budowę, zakończenie i wymagania wytrzymałościowe stalowych lin mocujących[2].

## Materiały
Kolor etykiety zależy od materiału z jakiego wykonana jest taśma. Różnią się one odpornością na działanie różnych substancji chemicznych oraz zakresem temperatur, w których mogą być używane. Materiały z jakich tworzy się pasy transportowe to m.in.:
- Poliamidy – odporne na alkaloidy, jednak nie odporne na działanie kwasów mineralnych;
- Poliestry – odporne na kwasy mineralne, lecz nie na ługi;
- Polipropyleny – słabo odporne na działanie kwasów i ługów, duża wytrzymałość na inne substancje chemiczne z wyjątkiem rozpuszczalników organicznych[3].

## Etykieta
Najważniejsze dane podawane na etykiecie to m.in.:
- Lashing capacity (LC) – zdolność mocowania, czyli dopuszczalne obciążenie. Jest to najwyższa siła, dla której pas może zostać użyty przy mocowaniu w układzie prostym, tj. od punktu do punktu, np. jako odciąg[4].
- Standard hand force (SHF) – nominalna siła ręczna. Maksymalna siła, która może zostać użyta do napięcia napinacza ręcznego[5].
- Standard tension force (STF) – nominalna siła napięcia. Siła z jaką ładunek zostanie dociśnięty do podłoża, jej wartość zależy od długości rączki napinacza, ilości zębów i średnicy wałka[5].